# Gmina Pyrzyce
Die Gmina miejsko-wiejska Pyrzyce ist eine Stadt- und Landgemeinde im Powiat Pyrzycki in der Woiwodschaft Westpommern in Polen. Sitz der Gemeinde- und Kreisverwaltung ist die Stadt Pyrzyce (Pyritz), die auch beiden Gebietskörperschaften angehört.
Die Gemeinde gehörte zwischen 1975 und 1998 zur Woiwodschaft Stettin. Bei einer Gesamtfläche von 204,40 km² zählt sie nahezu 20.000 Einwohner.

## Geographie
Die Gmina Pyrzyce ist umgeben von den Gemeinden Banie (Bahn), Kozielice (Köselitz), Lipiany (Lippehne), Myślibórz (Soldin), Przelewice (Prillwitz), Stare Czarnowo (Neumark) und Warnice (Warnitz).

## Ortschaften
Zur Gmina Pyrzyce gehören 
- 21 Ortsteile (Schulzenämter):
  - Brzesko (Brietzig)
  - Brzezin (Briesen)
  - Czernice (Sehmsdorf)
  - Giżyn (Giesenthal)
  - Krzemlin (Kremlin)
  - Letnin (Lettnin)
  - Mechowo (Megow)
  - Mielęcin (Mellentin)
  - Młyny (Möllendorf)
  - Nieborowo (Isinger)
  - Nowielin (Naulin)
  - Obromino (Wobbermin)
  - Okunica (Friedrichsthal)
  - Pstrowice (Pitzerwitz)
  - Pyrzyce (Pyritz)
  - Ryszewko (Klein Rischow)
  - Ryszewo (Groß Rischow)
  - Rzepnowo (Repenow)
  - Stróżewo (Strohsdorf)
  - Turze (Horst)
  - Żabów (Sabow)

- übrige Ortschaften: 
  - Górne
  - Krzemlinek (Mathildenhof)
  - Lipki (Löllhöfel)
  - Ostrowica (Raumersaue)

Ferner liegt die Wüstung Paß im Gemeindegebiet.

## Gemeindepartnerschaften

Übersichtskarte des Gemeindegebiets

Die Gemeinde Pyrzyce ist seit 2017 mit der Stadt Ueckermünde in Mecklenburg-Vorpommern verpartnert.